# Gran Premio motociclistico della Repubblica Ceca 2009
Il Gran Premio motociclistico della Repubblica Ceca 2009 corso il 16 agosto, è stato l'undicesimo Gran Premio della stagione 2009 e ha visto vincere: Valentino Rossi in MotoGP, Marco Simoncelli nella classe 250 e Nicolás Terol nella classe 125.

## MotoGP

### Arrivati al traguardo
| Pos | Nº | Pilota           | Squadra                 | Motocicletta | Giri | Tempo     | Griglia | Punti |
| --- | -- | ---------------- | ----------------------- | ------------ | ---- | --------- | ------- | ----- |
| 1   | 46 | Valentino Rossi  | Fiat Yamaha             | Yamaha       | 22   | 43:08.991 | 1       | 25    |
| 2   | 3  | Dani Pedrosa     | Repsol Honda            | Honda        | 22   | +11.766   | 3       | 20    |
| 3   | 24 | Toni Elías       | San Carlo Honda Gresini | Honda        | 22   | +20.756   | 4       | 16    |
| 4   | 4  | Andrea Dovizioso | Repsol Honda            | Honda        | 22   | +21.418   | 6       | 13    |
| 5   | 65 | Loris Capirossi  | Rizla Suzuki            | Suzuki       | 22   | +21.538   | 9       | 11    |
| 6   | 69 | Nicky Hayden     | Ducati Marlboro         | Ducati       | 22   | +25.544   | 8       | 10    |
| 7   | 5  | Colin Edwards    | Monster Yamaha Tech 3   | Yamaha       | 22   | +25.676   | 5       | 9     |
| 8   | 15 | Alex De Angelis  | San Carlo Honda Gresini | Honda        | 22   | +34.109   | 7       | 8     |
| 9   | 52 | James Toseland   | Monster Yamaha Tech 3   | Yamaha       | 22   | +35.617   | 14      | 7     |
| 10  | 14 | Randy de Puniet  | LCR Honda               | Honda        | 22   | +39.824   | 13      | 6     |
| 11  | 7  | Chris Vermeulen  | Rizla Suzuki            | Suzuki       | 22   | +40.776   | 11      | 5     |
| 12  | 88 | Niccolò Canepa   | Pramac Racing           | Ducati       | 22   | +50.661   | 12      | 4     |
| 13  | 41 | Gábor Talmácsi   | Scot Racing             | Honda        | 22   | +59.188   | 17      | 3     |

### Ritirati
| Nº | Pilota          | Squadra         | Motocicletta | Giri | Griglia |
| -- | --------------- | --------------- | ------------ | ---- | ------- |
| 36 | Mika Kallio     | Ducati Marlboro | Ducati       | 20   | 10      |
| 33 | Marco Melandri  | Hayate Racing   | Kawasaki     | 20   | 15      |
| 99 | Jorge Lorenzo   | Fiat Yamaha     | Yamaha       | 17   | 2       |
| 84 | Michel Fabrizio | Pramac Racing   | Ducati       | 6    | 16      |

## Classe 250

### Arrivati al traguardo
| Pos | Nº | Pilota              | Squadra                 | Motocicletta | Giri | Tempo     | Griglia | Punti |
| --- | -- | ------------------- | ----------------------- | ------------ | ---- | --------- | ------- | ----- |
| 1   | 58 | Marco Simoncelli    | Metis Gilera            | Gilera       | 20   | 41:06.490 | 1       | 25    |
| 2   | 75 | Mattia Pasini       | Toth Aprilia            | Aprilia      | 20   | +0.684    | 7       | 20    |
| 3   | 19 | Álvaro Bautista     | Mapfre Aspar            | Aprilia      | 20   | +4.381    | 8       | 16    |
| 4   | 4  | Hiroshi Aoyama      | Scot Racing             | Honda        | 20   | +8.746    | 2       | 13    |
| 5   | 15 | Roberto Locatelli   | Metis Gilera            | Gilera       | 20   | +9.721    | 6       | 11    |
| 6   | 35 | Raffaele De Rosa    | Scot Racing             | Honda        | 20   | +10.870   | 9       | 10    |
| 7   | 40 | Héctor Barberá      | Pepe World Team         | Aprilia      | 20   | +15.639   | 3       | 9     |
| 8   | 16 | Jules Cluzel        | Matteoni Racing         | Aprilia      | 20   | +18.411   | 14      | 8     |
| 9   | 63 | Mike Di Meglio      | Mapfre Aspar            | Aprilia      | 20   | +18.563   | 5       | 7     |
| 10  | 55 | Héctor Faubel       | Honda SAG               | Honda        | 20   | +19.958   | 11      | 6     |
| 11  | 14 | Ratthapark Wilairot | Thai Honda PTT SAG      | Honda        | 20   | +20.084   | 12      | 5     |
| 12  | 52 | Lukáš Pešek         | Auto Kelly - CP         | Aprilia      | 20   | +30.632   | 15      | 4     |
| 13  | 48 | Shōya Tomizawa      | CIP Moto - GP250        | Honda        | 20   | +37.118   | 16      | 3     |
| 14  | 11 | Balázs Németh       | Balatonring Team        | Aprilia      | 20   | +1:17.484 | 18      | 2     |
| 15  | 53 | Valentin Debise     | CIP Moto - GP250        | Honda        | 20   | +1:24.684 | 20      | 1     |
| 16  | 7  | Axel Pons           | Pepe World Team         | Aprilia      | 20   | +1:25.132 | 19      |       |
| 17  | 10 | Imre Tóth           | Toth Aprilia            | Aprilia      | 20   | +1:46.925 | 22      |       |
| 18  | 77 | Aitor Rodríguez     | Matteoni Racing         | Aprilia      | 20   | +1:52.465 | 24      |       |
| 19  | 56 | Vladimir Leonov     | Viessmann Kiefer Racing | Aprilia      | 20   | +1:59.794 | 23      |       |

### Ritirati
| Nº | Pilota          | Squadra                     | Motocicletta | Giri | Griglia |
| -- | --------------- | --------------------------- | ------------ | ---- | ------- |
| 8  | Bastien Chesaux | Racing Team Germany         | Honda        | 12   | 21      |
| 6  | Alex Debón      | Aeropuerto-Castello-Blusens | Aprilia      | 9    | 4       |
| 25 | Alex Baldolini  | WTR San Marino              | Aprilia      | 6    | 17      |
| 54 | Toby Markham    | C&L Racing                  | Aprilia      | 1    | 25      |
| 12 | Thomas Lüthi    | Emmi - Caffe Latte          | Aprilia      | 0    | 13      |
| 17 | Karel Abraham   | Cardion AB Motoracing       | Aprilia      | 0    | 10      |

## Classe 125

### Arrivati al traguardo
| Pos | Nº | Pilota             | Squadra                 | Motocicletta | Giri | Tempo     | Griglia | Punti |
| --- | -- | ------------------ | ----------------------- | ------------ | ---- | --------- | ------- | ----- |
| 1   | 18 | Nicolás Terol      | Jack & Jones Team       | Aprilia      | 19   | 40:57.378 | 2       | 25    |
| 2   | 60 | Julián Simón       | Bancaja Aspar           | Aprilia      | 19   | +0.168    | 4       | 20    |
| 3   | 29 | Andrea Iannone     | Ongetta Team I.S.P.A.   | Aprilia      | 19   | +8.719    | 1       | 16    |
| 4   | 38 | Bradley Smith      | Bancaja Aspar           | Aprilia      | 19   | +12.443   | 5       | 13    |
| 5   | 44 | Pol Espargaró      | Derbi Racing            | Derbi        | 19   | +16.006   | 8       | 11    |
| 6   | 11 | Sandro Cortese     | Ajo Interwetten         | Derbi        | 19   | +16.066   | 3       | 10    |
| 7   | 17 | Stefan Bradl       | Viessmann Kiefer Racing | Aprilia      | 19   | +17.105   | 6       | 9     |
| 8   | 93 | Marc Márquez       | Red Bull KTM Moto Sport | KTM          | 19   | +17.202   | 20      | 8     |
| 9   | 33 | Sergio Gadea       | Bancaja Aspar           | Aprilia      | 19   | +17.223   | 7       | 7     |
| 10  | 6  | Joan Olivé         | Derbi Racing            | Derbi        | 19   | +17.244   | 11      | 6     |
| 11  | 14 | Johann Zarco       | WTR San Marino          | Aprilia      | 19   | +17.618   | 10      | 5     |
| 12  | 94 | Jonas Folger       | Ongetta Team I.S.P.A.   | Aprilia      | 19   | +21.977   | 18      | 4     |
| 13  | 78 | Marcel Schrötter   | Toni - Mang Team        | Honda        | 19   | +34.487   | 17      | 3     |
| 14  | 7  | Efrén Vázquez      | Derbi Racing            | Derbi        | 19   | +34.512   | 9       | 2     |
| 15  | 45 | Scott Redding      | Blusens Aprilia         | Aprilia      | 19   | +41.558   | 22      | 1     |
| 16  | 99 | Danny Webb         | Degraaf Grand Prix      | Aprilia      | 19   | +43.098   | 15      |       |
| 17  | 35 | Randy Krummenacher | Degraaf Grand Prix      | Aprilia      | 19   | +43.121   | 23      |       |
| 18  | 77 | Dominique Aegerter | Ajo Interwetten         | Derbi        | 19   | +43.164   | 24      |       |
| 19  | 73 | Takaaki Nakagami   | Ongetta Team I.S.P.A.   | Aprilia      | 19   | +43.453   | 19      |       |
| 20  | 88 | Michael Ranseder   | CBC Corse               | Aprilia      | 19   | +43.917   | 13      |       |
| 21  | 71 | Tomoyoshi Koyama   | Loncin Racing           | Loncin       | 19   | +50.710   | 33      |       |
| 22  | 61 | Luigi Morciano     | Junior GP Racing Dream  | Aprilia      | 19   | +1:09.976 | 26      |       |
| 23  | 62 | Alessandro Tonucci | Junior GP Racing Dream  | Aprilia      | 19   | +1:10.633 | 27      |       |
| 24  | 5  | Alexis Masbou      | Loncin Racing           | Loncin       | 19   | +1:35.007 | 31      |       |
| 25  | 10 | Luca Vitali        | CBC Corse               | Aprilia      | 19   | +1:39.485 | 34      |       |
| 26  | 87 | Luca Marconi       | CBC Corse               | Aprilia      | 19   | +1:39.739 | 32      |       |
| 27  | 86 | Karel Pešek        | Pesek Team              | Derbi        | 19   | +1:40.019 | 29      |       |
| 28  | 68 | Ivan Višak         | Migomoto                | Honda        | 18   | +1 giro   | 36      |       |
| 29  | 67 | Ladislav Chmelík   | Moto FGR                | Honda        | 18   | +1 giro   | 35      |       |
| 30  | 69 | Lukáš Šembera      | Matteoni Racing         | Aprilia      | 18   | +1 giro   | 25      |       |

### Ritirati
| Nº | Pilota           | Squadra               | Motocicletta | Giri | Griglia |
| -- | ---------------- | --------------------- | ------------ | ---- | ------- |
| 24 | Simone Corsi     | Fontana Racing        | Aprilia      | 12   | 12      |
| 32 | Lorenzo Savadori | Fontana Racing        | Aprilia      | 8    | 30      |
| 12 | Esteve Rabat     | Blusens Aprilia       | Aprilia      | 7    | 16      |
| 39 | Luis Salom       | Jack & Jones Team     | Aprilia      | 5    | 14      |
| 53 | Jasper Iwema     | Racing Team Germany   | Honda        | 1    | 28      |
| 8  | Lorenzo Zanetti  | Ongetta Team I.S.P.A. | Aprilia      | 1    | 21      |

### Non partito
| Nº | Pilota           | Squadra                 | Motocicletta | Griglia |
| -- | ---------------- | ----------------------- | ------------ | ------- |
| 16 | Cameron Beaubier | Red Bull KTM Moto Sport | KTM          | 37      |